# Байсуат
Байсуа́т (каз. Байсуат) — село у складі Буландинського району Акмолинської області Казахстану. Входить до складу Караузецького сільського округу.
Населення — 166 осіб (2021; 230 у 2009, 230 у 1999, 305 у 1989).
Національний склад станом на 1989 рік:
- німці — 35 %;
- росіяни — 34 %.

До 2007 року село називалося Прохоровка.